# Schizoid Man (Marvel Comics)
Schizoid Man, il cui vero nome è Chip Martin, è un personaggio dei fumetti pubblicato dalla Marvel Comics.

## Biografia del personaggio
Chip Martin è uno studente universitario dell'Empire State University che soffre di instabilità psicologica e ha il potere di costruire e animare costruzioni solide con la sua mente. Suo padre è il senatore Robert Martin, uno dei sospettati di essere il Hobgoblin.
Schizoid Man si è unito a Vil-Anon, un programma a dodici passi dedicato ad aiutare gli individui a superare le loro tendenze criminali, insieme ad Armadillo, Equinox, Hypno-Hustler, Jackson Weele e Man-Bull.
Nella Civil War si vede mentre è impegnato in uno scontro a tre con Chip e Lectronn che si è concluso con uno stallo.
Schizoid Man era tra alcuni criminali detenuti in una prigione senza nome, a seguito della storyline dei vendicatori Vs. X-Men. Rogue e Mimic dovettero combatterli durante la prigionia dove Schizoid Man stava cercando di ottenere il controllo di se stesso.

## Altre versioni

### Ultimate Marvel
La versione Ultimate Marvel di Schizoid Man è un cittadino francese senza nome, modificato geneticamente, grazie alle cellule staminali rubate a Jamie Madrox. Utilizza i suoi poteri di auto-replicazione per controllare una rivolta prima di entrare nei Liberatori. La sua squadra conduce un grande esercito per invadere e conquistare gli Stati Uniti, portando alla morte dell'agente dello S.H.I.E.L.D. Giant-Man. Capitan America e Wasp sconfissero tutti i corpi degli Schizoidi che erano "sparsi in tutto il Triskelion".